# EMD GP39
L'EMD GP39 est une locomotive diesel-électrique à quatre essieux construite par General Motors Electro-Motive Division entre juin 1969 et juillet 1970. La locomotive est motorisée par un moteur turbocompressé type EMD 645E3, 12 cylindres, développant 2 300 chevaux (1,72 MW),.
23 exemplaires de cette locomotive ont été construits pour les chemins de fer américains, un échec commercial pour EMD qui sera compensé par le succès du successeur du GP39, le GP39-2.
20 des 23 exemplaires originaux ont été construits pour la Chesapeake & Ohio, tandis que les autres acheteurs ont été Kennecott Copper (2 exemplaires) et l'Atlanta & St. Andrews Bay  (1 exemplaire).
Le Burlington Northern Railway a reconstruit par la suite plusieurs GP30, GP35 et GP40, qu'il classé comme GP39, mais ils n'ont pas été construits en tant que tel par GM/EMD.